# Walter Vollmer
Walter Vollmer (* 2. Juli 1903 in Westrich bei Dortmund; † 17. Februar 1965 in Arnsberg) war ein deutscher Schriftsteller.

## Leben
Walter Vollmer war der Sohn eines Lehrers. Nachdem er 1922 die Reifeprüfung abgelegt hatte, arbeitete er vier Jahre lang unter Tage als Bergmann im Ruhrbergbau. Danach begann er ein Studium der Bergbauwissenschaften an der Bergakademie in Clausthal, das er jedoch nicht beendete. Er war als Journalist und Dramaturg für den Rundfunk tätig und begann erneut zu studieren, diesmal Philosophie an der Universität Leipzig und schließlich von 1929 bis 1933 evangelische Theologie an der Universität Münster. Auch dieses Studium brach er ab. Während der zweiten Hälfte der 1920er Jahre erschienen seine ersten erzählerischen Werke, deren Erfolg ihm ab 1933 eine Existenz als freier Schriftsteller in Holzwickede bei Dortmund ermöglichte. 1937 zog er nach Dortmund um. 
Spätestens mit der Machtübergabe an die Nationalsozialisten und ihre Bündnispartner erlangte er eine „weitgehende Identifikation mit den Zielsetzungen des Nationalsozialismus“. Vollmer ließ sich „gern und ausdauernd“ zur Mitarbeit an der Zeitschrift Heimat und Reich, dem Zentralorgan der westfälischen Kultur- und Literaturpolitik, gewinnen. 1941 erklärten er und andere regionale Autoren wie Josefa Berens-Totenohl, Heinrich Luhmann oder Fritz Nölle sich dort in einem „Kriegsbekenntnis westfälischer Dichter“ zu „Soldaten des Wortes“. Vollmer trat damit hervor, von der Dichtung „Verantwortung und Gehorsam“ einzufordern.
Vollmer überstand die Entnazifizierung unbeeinträchtigt. Ab 1952 war er Pressereferent der Bezirksregierung in Arnsberg.
Vollmers Werk besteht vorwiegend aus Romanen und Erzählungen über Themen aus dem Ruhrgebiet sowie landeskundlichen Sachbüchern zu Westfalen.

## Ehrungen
- 1937: Ehrensold der Stadt Dortmund
- 1950: Romanpreis der Deutschen Kohlenbergbauleitung
- 1955: Annette-von-Droste-Hülshoff-Preis (gemeinsam mit Paul Schallück)

## Schriften
- Das Rufen im Schacht. M. Gladbach 1926
- Flug in die Sterne. Minden i.W. 1929
- Die Ziege Sonja. Leipzig 1933
- Land an der Ruhr. Münster 1935
- Die Schenke zur ewigen Liebe. Berlin 1935
- Vor Tagesanbruch. Berlin 1937
- Der Gang zum Nobiskrug. Berlin 1938
- Die Pöttersleute. Hamburg 1940
- Kriegsbekenntnis westfälischer Dichter. Mitautor Wilhelm Vernekohl. In: Heimat und Reich, 1941, H. 3
- Aus meiner Waldhütte. Gütersloh 1942
- Das Traumschiff. Hamburg 1942
- Geschichten aus Westfalen. Gütersloh 1943
- Die verlorene Seele. München [u. a.] 1947
- Johannisfest auf Siebenplaneten. Düsseldorf 1950
- Weltreise zur Fröhlichen Morgensonne. Düsseldorf 1950
- Des Herzogs Kornett. Stuttgart 1953
- Der Kampf der Buntbarsche. Gütersloh 1954
- Verzauberte Welt. Gütersloh 1954
- Herford. Oldenburg (Oldb.) 1956
- Bekenntnis zum Revier. Essen 1957
- Die Ruhr. Iserlohn 1958 (zusammen mit Hugo Schüttrich)
- Zwischenspiel in Salzuflen. Münster i.W. 1958
- Das wohltemperierte Aquarium. München 1961
- 125 Jahre Tradition und Fortschritt. Arnsberg 1962
- Metropolis Westphaliae. Münster/Westf. 1963
- Westfälische Städtebilder. Gütersloh 1963
- Dortmund erwartet die Technische Hochschule. Dortmund 1965